# Assemblée nationale (Tchad)
Pour les autres articles nationaux ou selon les autres juridictions, voir Assemblée nationale.
4e législature
Palais de la démocratie
L'Assemblée nationale (en arabe : الجمعية الوطنية, aljameiat alwatania) est la chambre basse du parlement du Tchad. Elle est composée de 188 députés, élus pour un mandat de cinq ans.

## Fonctionnement
Le parlement se réunit à l'occasion de deux sessions ordinaires annuelles de 90 jours maximum. Elles commencent le 5 mars et le 5 octobre, ou le premier jour ouvrable suivant si cette date est fériée. Il peut également se réunir en session extraordinaire dans certains cas.
Le renouvellement de l'Assemblée, prévu depuis 2015, a une nouvelle fois été reporté en 2017 par manque des moyens : « en période de vaches maigres, on ne peut rien faire », avait déclaré le président Idriss Déby. Les élections se tiendront « peut-être en 2019 » selon lui. La Ligue tchadienne des droits de l'Homme (LTDH) dénonce cette décision, considérant que « le pouvoir est allé très loin dans sa remise en cause de la démocratie au Tchad ».
Le 20 avril 2021, après la mort d'Idriss Déby, l'Assemblée nationale est dissoute et remplacée par le Conseil national de transition.

## Système électoral
L'Assemblée nationale est composée de 188 sièges dont les membres sont élus pour cinq ans selon un mode de scrutin mixte mêlant scrutin uninominal majoritaire à deux tours et scrutin plurinominal majoritaire à un tour. Le mandat était de quatre ans avant un amendement constitutionnel en 2018 qui l'a prolongé d'un an à compter de ce scrutin. De même, l'assemblée était auparavant composée de 188 sièges.
Sont ainsi à pourvoir 161 sièges dans 116 circonscriptions électorales à raison d'un siège par tranche de 40 000 habitants à partir de 50 000 habitants, avec un député minimum et un autre supplémentaire pour une éventuelle tranche restante de 30 000 habitants. Ces circonscriptions sont pourvus pour celles d'un seul siège au scrutin uninominal majoritaire à deux tours. Les électeurs y votent pour un seul candidat, et celui arrivé en tête avec plus de 50 % des voix au premier tour est élu. À défaut, un second tour est organisé entre les deux candidats arrivés en tête, et celui recueillant le plus de voix est élu. 
Les circonscriptions plurinominales, composées de deux à cinq sièges, sont à pourvoir au scrutin plurinominal majoritaire à un tour via des listes bloquées. Les électeurs votent pour une liste, et celle arrivée en tête avec plus de 50 % des voix au premier tour voit ses candidats remporter l'intégralité des sièges. À défaut, les sièges sont répartis à la proportionnelle entre les différentes listes sur la base de leurs résultats en appliquant la méthode du plus fort reste.

## Composition
Aux dernières élections législatives de 2011, le Mouvement patriotique du salut a obtenu 83 des sièges, l'Union nationale pour la démocratie et le renouveau 10 sièges, l'Union pour le renouveau et la démocratie 8 sièges, le Rassemblement national pour la démocratie au Tchad - le Réveil 6 sièges et la Fédération, action pour la république 4 sièges.
Au 23 décembre 2020 l'Assemblée nationale est composée de treize commissions:
1. Commission des Objectifs du Développement Durable
2. Commission Contrôle du Budget Autonome de l’Assemblée Nationale
3. Commission de Délégations aux Lois
4. Commission Défense et Sécurité
5. Commission Affaires Étrangères et Coopération Internationale
6. Commission Culture, Jeunesse et Sports
7. Commission Éducation, Enseignement Supérieur, Recherche Scientifique et Technique et Ressources Humaines
8. Commission Santé, Affaires Sociales, Condition de la Femme et Droits de l’Enfant
9. Commission Communication, Nouvelles Technologies de l’Information et de la Communication, Droits Fondamentaux et Libertés
10. Commission développement rural et environnement
11. Commission Économie et Plan
12. Commission Politique générale, Institutions, Lois, Affaires administratives et judiciaires
13. Commission Finances, Budget et Comptabilité Publique